# Tlanexpa
Tlanexpa är en ort i Mexiko.   Den ligger i kommunen Tlalchapa och delstaten Guerrero, i den södra delen av landet, 190 km sydväst om huvudstaden Mexico City. Tlanexpa ligger 359 meter över havet och antalet invånare är 102.
Terrängen runt Tlanexpa är varierad. Runt Tlanexpa är det ganska tätbefolkat, med 67 invånare per kvadratkilometer. Närmaste större samhälle är Arcelia, 17,9 km öster om Tlanexpa. I omgivningarna runt Tlanexpa växer huvudsakligen savannskog.